# シェルパ
シェルパ（チベット語: ཤར་པ、英語: Sherpa）は、ネパールの少数民族のひとつ。2001年時点での人口は15万4622人で、ネパール総人口約2950万人（2008年）の0.5％を占める。
主な居住地は、エベレスト南麓に面したネパール東部サガルマタ県ソンクルブ郡クンブ地方（エベレスト地方）で、他にインドのダージリン、シッキムやアルナーチャル・プラデーシュ州、ブータン、チベットのディンキェ県やニャラム県ダム鎮にも住む。
シェルパの居住地は、世界的な観光地であり、多くの一般観光客を相手に、1年を通してホテルなどの観光業が一大産業になっている。また、選ばれたごく少数のシェルパによるヒマラヤ登山支援も世界的に知られる。

## 歴史
シェルパの祖先はその名が示すようにもともとはチベット東部地域に居住していたが、17世紀から18世紀にその地を離れ、南に横たわるヒマラヤ山脈を越えて、ネパールに移住してきたとされる。この地は寒冷な高地であり本格的な農業は難しく、19世紀までは主に放牧や他民族との交易で生活していた。
20世紀に入り外国人のヒマラヤ登山が始まると、シェルパは高地に順応した身体を買われて荷物運び（ポーター）として雇われるようになった。その後、登山技術を磨いた彼らは案内人（ガイド）としても雇われるようになり、20世紀後半以降活発になったヒマラヤ登山では、彼ら無しではヒマラヤ登山は成立しないと言われるほど重要な存在となっている。過去においては、登山隊内のシェルパのリーダーはサーダと呼ばれ、遠征してきた諸外国の登山隊員もその意見を尊重していたが、1990年代以降、商業ベースの公募隊の登山が活発になると、お客さんと化した登山家側から消耗品扱いされるようになった。2013年4月、シェルパと欧州の登山家がエベレスト登山中に口論、暴力沙汰となる事件が発生すると、シェルパ側から地位向上や遭難時の補償を求める声が高まり、2014年4月、シェルパが13人死亡、3人が行方不明となる雪崩災害を契機に頂点に達した。この年、多くの登山隊がシェルパの離反などを理由に登山の継続を断念。シェルパ側が、多少なりとも発言権を確保した結末となった。その後、ネパール観光省は、2014年9月以降の事故時の補償拡充策として、死亡時の保険金が1万ドルから1万5,000ドルに、医療保険金を3,000ドルから4,000ドルに引き上げている。

## 文化

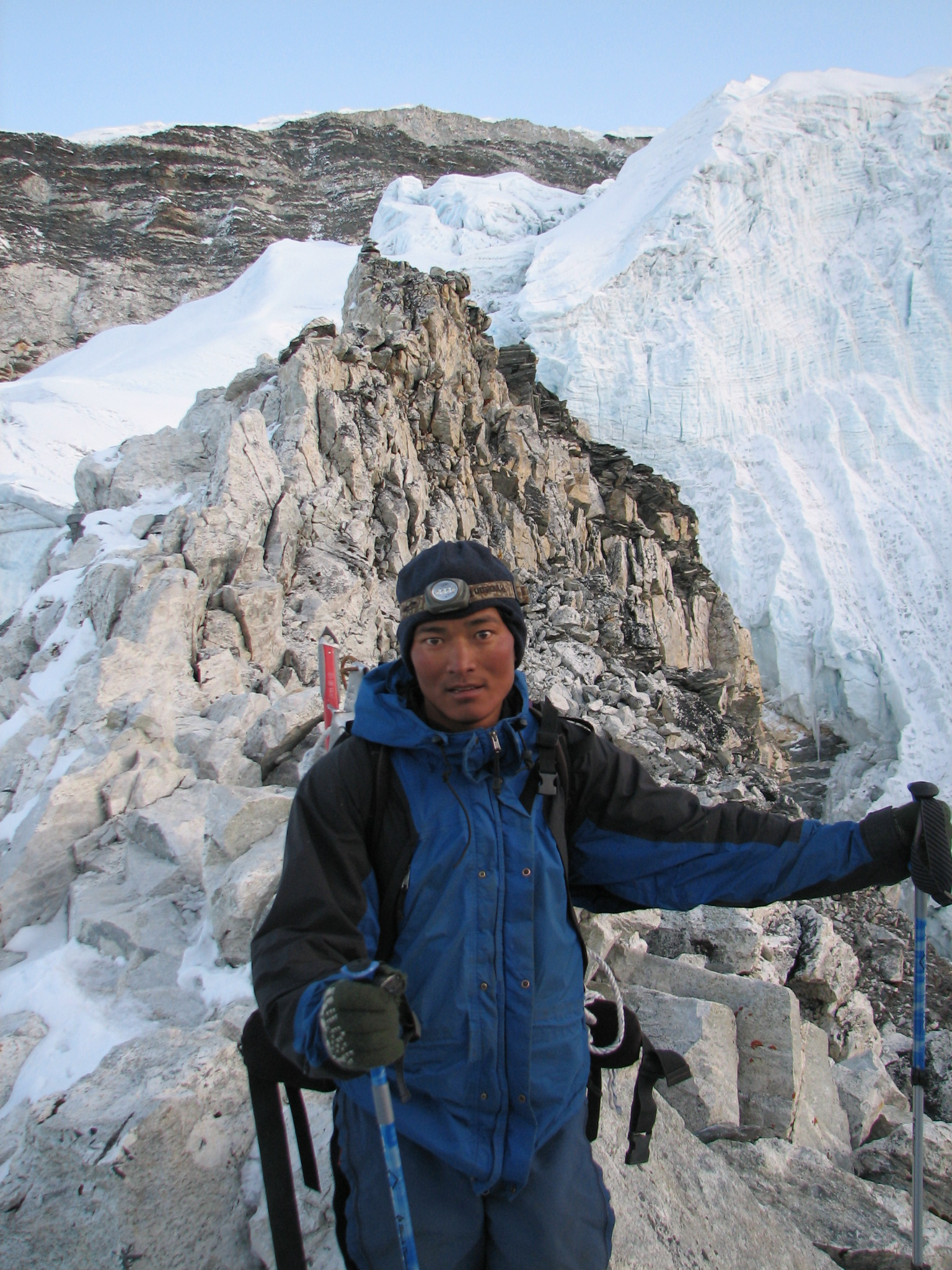
シェルパの登山ガイド

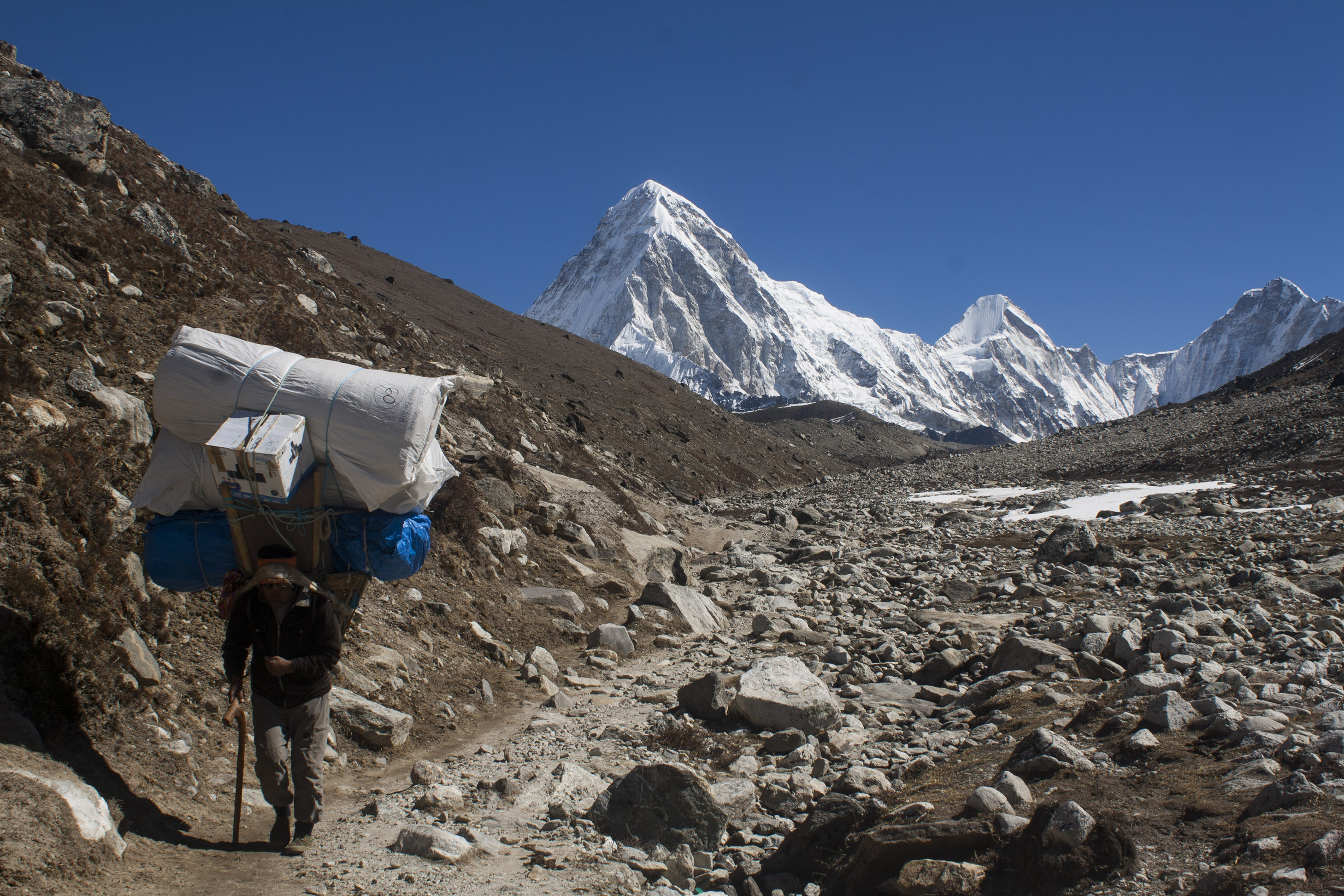
荷物を運ぶシェルパ

シェルパはチベット語の方言ともいえる言語・シェルパ語を話す。またネパール語や英語に通じる者も多い。
宗教はチベット仏教を信仰している。
20世紀後半以降、エベレストを始めとしたヒマラヤ登山が活発になり、海外から登山客、観光客が増えると、シェルパ側の現金収入の途も増えた。登山案内人の職は、ネパールの平均収入と比べて高収入であり、職を得るための競争は激しいが、死の危険も大きく1950年から2009年の間に224人以上のシェルパが命を落としている。一方、エベレスト山麓では、1973年以降に飛行場とヘリ発着場が作られ、比較的簡単に登山が行われるようになり、観光客相手のロッジ経営・通訳など、ヒマラヤ観光全般に従事することも容易となった。それによって増加した登山客によって持ち込まれる多量のゴミなどによる環境破壊を危惧して、近年では自然保護団体を組織している。
シェルパの山岳ガイドは極めて高い身体能力を持ち、世界の一流登山家に比肩するほどの実力を持つ者も少なくない。2001年にローツェの冬季登頂に挑んだ花谷泰広は、同行したシェルパに対して、当時25歳の自身の身体能力と比較しても全く敵わないほどの実力であったと評している。しかし、シェルパ自身は登山を「純粋な仕事」と捉えており、世界の登山家の様に栄光や記録を求めて山に登る事は原則として無く、花谷に同行したシェルパも登山家への転身を奨める花谷の問いに対して、「ギャラが出ないのに危険を冒してまで山に登る意味は無い」と即答したという。2010年代に入るとシェルパ達のこうした状況に変化が現れ始める。報酬を得る仕事の一環ではなく、登山チームの一員として山に挑むシェルパが増えてきたのである。その取り組みの結実が、2021年にグルカ兵出身のネパール人登山家であるニルマル・プルジャによって組織されたオール・ネパール体制の登山隊が、厳冬期のK2登頂を成功させた事である。プルジャ自身も8000メートル峰14座登頂の世界最速記録を持っているが、同行したシェルパ族登山家のうち、ミンマ・ギャルジェ・シェルパはシシャパンマを除く13座に登頂しており、ミンマ・ギャブ・シェルパに至っては14座登頂の最年少記録と、エベレストとK2登頂の世界最速記録を持つ人物である。ミンマ・ギャルジェは2015年時点で「近年、シェルパの中にも登山を単なる仕事以上のものとして見なす人が増えている」と語っており、登山ライターの森山憲一は今後の登山の各種記録はシェルパにより独占される時代が到来する可能性があると記した。

## 用法
そもそも少数民族の名称に過ぎなかったシェルパは、ヒマラヤの現地人登山ガイドを表す一般名称ともなった。現在では、他の民族の出身者でもシェルパ族を名乗る場合があり、ヒマラヤに限らず登山の荷物運びや案内役をシェルパと称することがある。日本ではかつて強力（ごうりき）と呼ばれていた人々がシェルパと名乗っていることもある。その例として、NHKドキュメンタリー「新日本紀行」の作品の一つに『立山シェルパ村』がある。
これから派生して、主要国首脳会議（サミット）で本会議に先立って調整のための予備会議を行う側近や代理人もシェルパと呼ばれている。また、鉄道の急勾配区間で使用される補助機関車（国鉄EF63形など）をシェルパと呼ぶこともある。

## シェルパが登場する作品
- NHKスペシャル　エベレスト～世界最高峰を撮る(放送日 2012年01月02日(月) 午後09:00 〜 午後10:13[11])

NHKが2012年の新春スペシャルとして撮影したエベレスト登山にて、NHK取材班と共に登山するシェルパの様子を撮影し放送している(開始11分20秒より）。その際は「撮影のサポートをしてくれるシェルパたち、ヒラヤマの高地に暮らす山岳民族」「標高の高い所でも重い荷物を運ぶ事ができるため、なくてはならない存在です」と紹介している。またシェルパのリーダーのペンバ・ギャルツェンを「強靭な体力と誠実な人柄」として紹介し、そのインタビューなども撮影に納めている。同映像73分の内シェルパの活動を比較的長めに尺を割いており、シェルパが登山前に祈願する「プジャ」という儀式の様子、エベレストにいると信じられている虎に跨った菩薩像に似た女神の絵を設置して山を神と崇めて祈る様子、無事の登山と帰着を願って登山道具にバターを塗る儀式とそのバターがシェルパたちに聖なる食べ物とされている事などが紹介されている。この際NHK取材班は、最も大切なメインカメラに対してバターを塗るようにシェルパに頼み、それに応じているシーンなども撮影されている。その他にも崩壊した登山路にアルミの梯子を繋いで登山できるようシェルパたちがルート整備している様子や、酸素不足で体が動かなくなり強い紫外線を受けて目すら見えなくなり立ち往生している登山者をシェルパたちが助けている様子、あるいは兄を3年前の登山事故で亡くしたシェルパが初めて遺志を引き継いでエベレスト初挑戦する様子、強風で立ち往生し凍死した(NHK取材班とは別の)日本人登山者の遺体をシェルパたちが回収している様子や、山頂に登山成功した際に布を捧げて山の女神に感謝しているシーンなども撮影された。山頂到達時はNHKのディレクターとシェルパのリーダーが同時に山頂を踏みしめ肩を抱き合って喜んだ。このように全般的にシェルパの活躍を記録した番組となっている。